# Lionello II Pio di Savoia
Lionello II Pio di Savoia (Carpi, 28 agosto 1477 – Meldola, 20 marzo 1571) è stato signore di Meldola e Sarsina dal 1531 al 1571.

## Biografia
Secondogenito di Lionello I, consignore di Carpi, e di Caterina Pico, sorella dell'illustre Giovanni Pico della Mirandola, nacque nel castello di Carpi, e a pochi giorni di vita rimase orfano del padre. Essendo stato introdotto nell'ordinamento del feudo di Carpi, l'istituto della primogenitura, con decreto dell'imperatore Federico III d'Asburgo del 1470, a succedere al padre fu il fratello maggiore di Lionello, Alberto III, allora di soli due anni, in condominio con il biscugino Marco II, il quale era invece al potere da molto tempo. La madre affidò l'educazione dei due bambini all'umanista Aldo Manuzio probabilmente dietro suggerimento dell'insigne zio, seppur all'epoca ancora giovanissimo.
Nel 1492 sposò in prime nozze Maria di Bernardino Martinengo.
Lionello rimase sempre saldamente al fianco del fratello Alberto III, ultimo conte Pio di Carpi, nelle vicende che interessarono la sorte del feudo a cavallo tra i due secoli, ricoprendo apparentemente un ruolo di carattere soprattutto militare.
Negli ultimi anni del Quattrocento, dopo la morte di Marco II, nel corso del vero e proprio showdown che si realizzò tra il suo erede Giberto III e Alberto III per il controllo su Carpi, furono gli uomini di Lionello, nel 1496, a incendiare il palazzo del triscugino e a cacciare dalla città gli armati del di lui fratello, Ludovico. Lo scontro tra "gibertini" e "albertini" si concluse con una forzosa mediazione del duca di Ferrara Ercole I d'Este nel 1499: Giberto veniva indotto a rinunziare ai suoi diritti sovrani su Carpi in favore dello stesso duca, ma otteneva in cambio l'investitura estense della signoria di Sassuolo. Alberto rimaneva così l'unico dei Pio al potere nel feudo, ma si trovava ora affiancato minacciosamente, come consignore, dall'ingombrante vicino.
Nei primi decenni del XVI secolo Alberto III cercò in tutti i modi di affrancarsi dalla scomoda coabitazione con gli Este, barcamenandosi tra le potenze che si affrontavano in Italia, ed il fratello gli rimase vicino fino all'ultimo. 
Dopo aver ottenuto, nel 1509, dall'imperatore Massimiliano I d'Asburgo l'elevazione della signoria a contea e la contestuale rimozione del nuovo duca di Ferrara Alfonso I dai diritti sovrani sul feudo, Alberto III non riuscì a mantenere rapporti altrettanto buoni con il nuovo imperatore Carlo V, succeduto al nonno nel 1519. Questi, nel gennaio 1523, ordinò addirittura l'occupazione di Carpi da parte dell'esercito imperiale. L'occupazione durò però meno di otto mesi perché Lionello riuscì a reimpossessarsi del feudo in nome del fratello alla fine di agosto, con il sostegno delle armi francesi, e a mantenerne poi il controllo fino al giugno 1525, quando, depostò Alberto III per fellonia, tornarono a impadronirsene gli imperiali. Lionello non si diede comunque per vinto e si asserragliò nella fortezza di Novi, tenendola per altri tre anni fino al 1528, quando fu costretto finalmente a cederla agli estensi.
Dopo il trasferimento di Alberto III in Francia e, soprattutto, dopo la sua morte nel 1531, Lionello II divenne il portastendardo della dinastia, continuando la politica filo-pontificia del fratello e cercando di mantenere un saldo collegamento con i Medici. Nel 1528, durante il pontificato di Clemente VII, suo figlio Rodolfo era stato eletto vescovo di Faenza, e, l'anno successivo, il medesimo Clemente VII aveva nominato Lionello stesso "presidente (praeses) della provincia Romandiolae", cioè una sorta di governatore secolare della Romagna. Nell'esercizio di tale "uffizio", il Pio diede buona prova di sé sia sul piano militare, supportando il partito mediceo nella riconquista del controllo della confinante repubblica di Firenze, sia su quello civile, risultando alla fine "ben veduto ed amato dai Romagnoli: essendochè seppe in quella presidenza usare modi prudenti e moderati". L'incaricò durò probabilmente fino alla fine del 1531.
Dopo la morte di Alberto (senza eredi maschi diretti), avvenuta l'8 gennaio di tale anno a Parigi, il 31 marzo seguente, Clemente VII si affrettò ad investire Lionello, in quanto legale successore del defunto fratello, delle signorie pontificie di Meldola e Sarsina, nonché come "governatore perpetuo di Bertinoro". Secondo Pompeo Litta, comunque, Lionello "non volle mai cedere le sue ragioni sopra la porzione di Carpi che gli competeva" e rifiutò anche i centomila scudi che Alfonso I aveva depositato presso la zecca di Venezia come compenso per l'acquisto del feudo (del quale fu alla fine investito dall'imperatore): "anzi, nel 1533 tentò benchè indarno di sorprendere Novi", abbandonando però in seguito ogni ipotesi di ulteriore tentativo per riprendere con la forza il controllo del feudo avito, che, passato definitivamente nelle mani degli Este, fu elevato a principato nel 1535.
Lionello, che aveva oltre cinquant'anni ed era vedovo, pensò di rafforzare la propria posizione con un matrimonio in casa Medici. Il primo ambizioso obiettivo fu Maria Salviati, nipote di Clemente VII, vedova di Giovanni delle Bande Nere e sorella del cardinale Giovanni Salviati, della quale ci è rimasta la lettera, allarmatissima, spedita al fratello il 3 maggio 1531, nella quale scriveva: «E' mi vogliono dare il signor Lionello per marito; huommo d'anni LVIII, di mala dispositione di corpo, a cui il fiato gravemente spuzza; composto di tanta mala complexione, quanto dir si puote». Stante l'indisponibilità della futura duchessa madre di Firenze, si dovette ripiegare su un obiettivo molto meno prestigioso e il 2 febbraio 1532 Lionello contrasse matrimonio con Ippolita Comnena (1507-11 ottobre 1566), figlia di Costantino Arianiti e a sua volta vedova di Zenobio (Zanobi) de' Medici, consanguineo ("secundum carnem affinis") di Clemente VII e conte di investitura papale di Verucchio e Scorticata. Alla donna, la cui dote aveva concorso in modo preponderante all'acquisto dei due feudi, Clemente VII, nel 1529, aveva concesso il diritto di succedere suo jure, a titolo vitalizio, al marito (poi deceduto l'anno successivo) e quindi ora lei risultava insignita dei suoi titoli.
Il sostegno pontificio perdurò anche nei decenni successivi: nel 1536, Rodolfo Pio fu elevato alla porpora cardinalizia, diventando ben presto figura di notevole influenza nella curia romana; nel 1539 papa Paolo III estese il beneficio successorio di Ippolita Comnena anche ai figli suoi e di Lionello, e, nel 1566, papa Pio V lo allargò ancora ai nipoti, in memoria delle benemerenze acquisite dal cardinale Rodolfo, deceduto due anni prima..
A causa della sua avanzata età, la reggenza di Meldola e Sarsina fu, negli ultimi anni della sua vita, demandata al figlio Alberto IV, che gli succedette alla sua morte, avvenuta a Meldola, il 20 marzo 1571.

## Discendenza
Dalle prime nozze con Maria di Bernardino Martinengo ebbe tre figli:
- Rodolfo, poi cardinale;
- Troiano (morto in giovane età, morso da una serpe durante la caccia);
- Caterina Angelica (?-dopo il 1528), monaca presso il monastero di Santa Chiara di Carpi.

Dalle seconde nozze con Ippolita Arianiti Comneno ebbe sette figli:
- Alberto IV (... - 20 agosto 1580[13]), conte di Verucchio e Scorticata dal 1566, signore di Meldola e Sarsina dal 1571; sposò nel giugno 1565[13] Ippolita, figlia di Giulio Cesare de' Rossi dei marchesi di San Secondo, da cui ebbe:
  - Rodolfo (... - assassinato a Venezia, c. 1602), succedette al padre nel 1580 come signore di Meldola e Sarsina, inizialmente sotto la reggenza materna (il titolo comitale di Verucchio e Scorticata fu invece anticipatamente reincamerato dallo Stato pontificio in seguito all'annullamento del citato decreto di Pio V del 1566); macchiatosi dell'omicidio di due famigli, fu incarcerato a Roma e infine costretto il 21 maggio 1597 a vendere il feudo, «per 147 mila scudi d’oro»[13][14] a Giovanni Francesco e Olimpia Aldobrandini, nipoti di papa Clemente VIII. Sposò Lucrezia (... - Cortona 1637[15]), figlia di Camillo da Correggio e Maria di Collalto, e ne ebbe due figlie[13]:
    - Lavinia (battezzata il 15 dicembre 1591 - ?), morta infante;
    - Maria (battezzata il 5 ottobre 1592 - ?), moglie di Sforzino Sforza, duca di Fiano e figlio illegittimo del cardinale Francesco Sforza. Tenuta in prigionia e seviziata dal marito, riuscì a fuggire nel 1620 circa e riparò in un convento di Parma[15].

  - Lionello III, condivise la signoria su Meldola e Sarsina col fratello (... - fra il 3 e il 22 ottobre 1586[13]);
  - Caterina, monaca clarissa a Firenze dal giugno 1583.
- Manfredo;
- Costantino (morto nel 1550);
- Gian Ludovico, abate di San Pietro in Vincoli a Roma[16];
- Laura;
- Costanza;
- Lucrezia (c. 1540 - dopo il 1597), reggente di Meldola durante la prigionia del nipote Rodolfo[13]; sposò nel febbraio 1562[17] Paolo I Sforza, marchese di Proceno e signore di Onano.

Ebbe inoltre un figlio naturale, Teodoro (1518 - novembre 1561), che succedette al fratello Rodolfo come Vescovo di Faenza nel 1544.

## Ascendenza
|                                            |                                     |                                                     | Genitori                                          |  |  | Nonni |  |  | Bisnonni                        |  |  | Trisnonni                          |  |
|                                            |                                     |                                                     |                                                   |  |  |       |  |  | Marco I Pio, V signore di Carpi |  |  | Giberto I Pio, IV signore di Carpi |  |
|                                            |                                     |                                                     |                                                   |  |  |       |  |  | Marco I Pio, V signore di Carpi |  |  | Giberto I Pio, IV signore di Carpi |  |
|                                            |                                     | Bianca Casati                                       |                                                   |  |  |       |  |  | Marco I Pio, V signore di Carpi |  |  |                                    |  |
| Alberto II Pio di Savoia, signore di Carpi |                                     |                                                     |                                                   |  |  |       |  |  | Marco I Pio, V signore di Carpi |  |  |                                    |  |
|                                            |                                     | Taddea de' Roberti                                  | Cabrino de’ Roberti                               |  |  |       |  |  |                                 |  |  |                                    |  |
|                                            |                                     | Taddea de' Roberti                                  | Cabrino de’ Roberti                               |  |  |       |  |  |                                 |  |  |                                    |  |
|                                            |                                     | Taddea de' Roberti                                  | Margherita del Sale                               |  |  |       |  |  |                                 |  |  |                                    |  |
| Lionello I Pio di Savoia, signore di Carpi |                                     | Taddea de' Roberti                                  |                                                   |  |  |       |  |  |                                 |  |  |                                    |  |
|                                            |                                     | Galeotto I del Carretto, VIII marchese di Finale    | Lazzarino II del Carretto, VII marchese di Finale |  |  |       |  |  |                                 |  |  |                                    |  |
|                                            |                                     | Galeotto I del Carretto, VIII marchese di Finale    | Lazzarino II del Carretto, VII marchese di Finale |  |  |       |  |  |                                 |  |  |                                    |  |
|                                            |                                     | Galeotto I del Carretto, VIII marchese di Finale    | Caterina del Carretto                             |  |  |       |  |  |                                 |  |  |                                    |  |
| Agnese del Carretto                        |                                     | Galeotto I del Carretto, VIII marchese di Finale    |                                                   |  |  |       |  |  |                                 |  |  |                                    |  |
|                                            |                                     | Vannina Adorno                                      | Raffaele Adorno, doge di Genova                   |  |  |       |  |  |                                 |  |  |                                    |  |
|                                            |                                     | Vannina Adorno                                      | Raffaele Adorno, doge di Genova                   |  |  |       |  |  |                                 |  |  |                                    |  |
|                                            |                                     | Vannina Adorno                                      | Violante Giustiniani-Longhi                       |  |  |       |  |  |                                 |  |  |                                    |  |
| Lionello II Pio di Savoia                  |                                     | Vannina Adorno                                      |                                                   |  |  |       |  |  |                                 |  |  |                                    |  |
|                                            | Giovanni I Pico, conte di Concordia | Francesco II Pico, signore di Mirandola e Concordia |                                                   |  |  |       |  |  |                                 |  |  |                                    |  |
|                                            | Giovanni I Pico, conte di Concordia | Francesco II Pico, signore di Mirandola e Concordia |                                                   |  |  |       |  |  |                                 |  |  |                                    |  |
|                                            | Giovanni I Pico, conte di Concordia |                                                     |                                                   |  |  |       |  |  |                                 |  |  |                                    |  |
| Gianfrancesco I Pico, conte di Concordia   | Giovanni I Pico, conte di Concordia |                                                     |                                                   |  |  |       |  |  |                                 |  |  |                                    |  |
|                                            |                                     | Caterina Bevilacqua                                 | Guglielmo Bevilacqua                              |  |  |       |  |  |                                 |  |  |                                    |  |
|                                            |                                     | Caterina Bevilacqua                                 | Guglielmo Bevilacqua                              |  |  |       |  |  |                                 |  |  |                                    |  |
|                                            |                                     | Caterina Bevilacqua                                 | Taddea Tarlati                                    |  |  |       |  |  |                                 |  |  |                                    |  |
| Caterina Pico                              |                                     | Caterina Bevilacqua                                 |                                                   |  |  |       |  |  |                                 |  |  |                                    |  |
|                                            |                                     | Feltrino Boiardo, conte di Scandiano                | Matteo Boiardo                                    |  |  |       |  |  |                                 |  |  |                                    |  |
|                                            |                                     | Feltrino Boiardo, conte di Scandiano                | Matteo Boiardo                                    |  |  |       |  |  |                                 |  |  |                                    |  |
|                                            |                                     | Feltrino Boiardo, conte di Scandiano                | Bernardina Lambertini                             |  |  |       |  |  |                                 |  |  |                                    |  |
| Giulia Boiardo                             |                                     | Feltrino Boiardo, conte di Scandiano                |                                                   |  |  |       |  |  |                                 |  |  |                                    |  |
|                                            |                                     | Guiduccia da Correggio                              | Gherardo VI da Correggio, signore di Correggio    |  |  |       |  |  |                                 |  |  |                                    |  |
|                                            |                                     | Guiduccia da Correggio                              | Gherardo VI da Correggio, signore di Correggio    |  |  |       |  |  |                                 |  |  |                                    |  |
|                                            |                                     | Guiduccia da Correggio                              |                                                   |  |  |       |  |  |                                 |  |  |                                    |  |
|                                            |                                     | Guiduccia da Correggio                              |                                                   |  |  |       |  |  |                                 |  |  |                                    |  |